# Benton City (Missouri)
Benton City é uma vila localizada no estado americano de Missouri, no Condado de Audrain.

## Demografia
Segundo o censo americano de 2000, a sua população era de 122 habitantes. 
Em 2006, foi estimada uma população de 123, um aumento de 1 (0.8%).

## Geografia
De acordo com o United States Census Bureau tem uma área de 
0,3 km², dos quais 0,3 km² cobertos por terra e 0,0 km² cobertos por água.

## Localidades na vizinhança
O diagrama seguinte representa as localidades num raio de 16 km ao redor de Benton City. 